# Ал-Асима
Ал-Асима е губернаторство (мухафаз) в Кувейт с площ 169 кв. км и население от 584 313 жители (по приблизителна оценка от декември 2018 г.). Административен център е град Кувейт.